# ロシア・カザン戦争 (1467年-1469年)
1467年から1469年にかけてのロシア・カザン戦争は、モスクワ大公国とカザン・ハン国との間で行われた一連の戦争について解説する。ルーシの年代記はこの期間中の戦争を「Первая Казань 」と呼んでいる。

## 戦争の開始
カザン・ハン国の建国はモスクワとカザン間との商業上の争いをもたらしたが、その後、長い期間に渡って両者の間では平和的な関係が維持された。1461年にウラジーミルにてタタール人に対する軍が召集されたが、カザン・タタール人は使者を送って平和が乱されることはなかった。1462年のモスクワ大公ヴァシーリー2世盲目公没後から程なくしてカマ川上域にて衝突が生じた。けれども商業上の争いは1467年には余り表面化しなかった。
マフムード・ハン没後、その妻は慣習に従ってハンの兄弟かつカシモフ・ハン国の皇子であったカシムと結婚した。ハリルはカザンのハンとなったものの、程なくして没し、マフムードの別の息子であるイブラヒムがハンとなった。カシムがハンの母親と結婚していることは明白であり、幾つかのカザンの慣習に従うならば既存のハンよりもハン位につく権利は大きくはなかった。モスクワ派はハン位につくようにカシムのもとに赴いた。新大公イヴァン3世大帝は好機を利用してイヴァン・ヴァシリエヴィチ・ストリガ・オボレンスキー並びにホルムスク公ドミトリー・ドミトリヴィチを指揮官とする大軍を援軍としてカシムのもとに差し向けた。
1467年9月14日にロシア軍はカザンに入城した。イヴァン3世は予備軍とともにウラジーミルにいた。けれどもカザンにおけるカシム派は余りにも弱体であり、自身の請求者に対して支持を表明することが出来なかった。カザン民衆はイブラヒム・ハンのもとに結集し、スヴィヤガ川河にてモスクワ軍はタタール軍と邂逅し、そこではロシア軍をヴォルガ川左岸に渡河させなかった。ロシア軍はタタール軍を船から誘い出そうとしたが失敗に終わった。悪天候並びに不十分な装備の状況下においてロシア軍は本国からの船団を待たずしてカザンから退却することを余儀なくされた。ロシアの最初の大規模なカザンへの遠征は完全に失敗に終わった。カシムは程なくして死んだが、このことは将来の出来事に影響を及ぼさずにはいられなかった。ロシアは、敵の襲撃を撃退するための砦並びに軍隊の準備に取りかかった。
ロシアによる遠征の返答としてカザン軍はガーリチを襲撃して郊外を荒らしたが、同都市を落とすことは出来なかった。ヤロスラフスク公ロマン・セミョノヴィチを軍司令官とするモスクワの軍勢がガーリチ救援に赴いてタタール軍を壊滅させた。この部隊は12月6日にスキー部隊でガーリチから出撃した。森を通り抜けて«チェレミス人の地»を突然襲撃してタタール軍を惨たらしく殺し、1日の間で彼等は一兵たりともカザンに辿り着くことは出来ず、ロシア軍は多くの戦利品を携えて帰還した。冬の終わりにタタール軍はユグ川上域のキーチェンメングの町を攻略して4月初頭にコストロマの地を荒らした。オボレンスキー公の部隊はタタール軍を200kmほど追撃したが、追い付くことが出来なかった。1468年5月1日にタタール軍部隊はムーロムを襲撃したもののホルムスク公によって壊滅させられた。
1468年の夏にロシア軍は主導権を自身の手で握ろうと試みた。リャポロフスク公フョードル・セミョノヴィチの«前哨部隊»はニジニ・ノヴゴロドを出撃して6月4日カザンから40ベルスタにあるズヴェニチェブの樹林にてタタール軍の精鋭部隊を壊滅させた。別のロシア軍の大部隊はガーリチを出撃してヴャトカ川並びにカマ川を下ってカザンへと出る必要があった。けれどもタタール軍はヴャトカへ遠征を行い、この時、同都市はイヴァン3世に直に従わないで争乱から脱した。ヴャトカにはタタール人の代表団が残ったが、和平の条件その物はかなり寛大であったものの、肝心なところはロシア軍が賛同するところではなかった。軍司令官イヴァン・ドミトリエヴィチ・ルノ率いる総勢300人から成る少数のロシア軍部隊のみがタタール軍が遮断していたカマ川に打って出ることが出来た。タタール軍の遮断にも係わらず、ルノはカザン軍への後方へ行軍を続けた。ルノの軍勢に対してタタール軍部隊が派遣された。敵軍との遭遇下で平底船を捨てて徒歩で川岸で戦った。ロシア軍は勝利した。後にロシア軍は大ペルミとヴェリキイ・ウスチュグを回って帰還した。タタール軍はムーロムへの新たな襲撃を行ったもののホルムスク公はこれを追って壊滅させしめた。

## 1469年

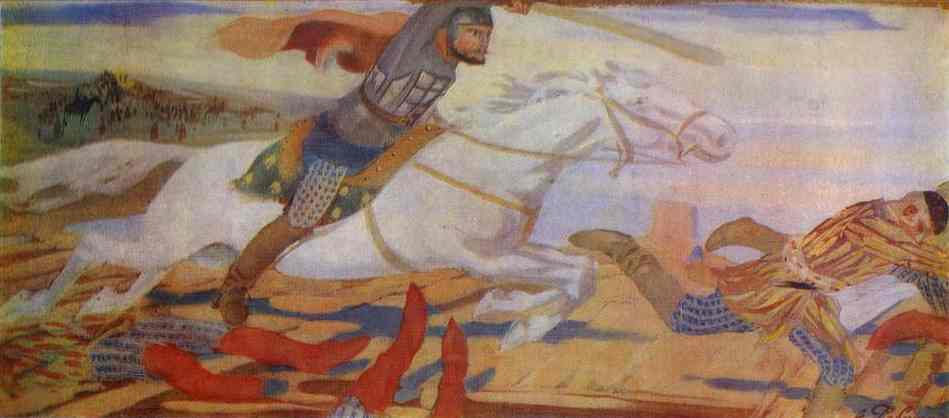
リャブーシキン 画『1469年にヴォルガ川でタタール人と闘うウトムスク公』(1904年。)

1469年にロシア人は新たなるカザン攻撃の準備をした。軍司令官コンスタンティン・アレクサンドロヴィチ・ベズズーブチェヴ率いる主力軍はニジニ・ノヴゴロドから船で下らなければならず、ダニール・ヴァシリエヴィチ・ヤロスラヴスク公率いる部隊はウスチュグを出立してヴャトカ及びカマ川沿いに1000km進出し、主力軍と一緒に同時にカザンに到着しなければならなかった。計画を遂行するためには1000ベルスタの区域にて部隊の行動と呼応することが要求された。これは成功しなかった。
ニジニ・ノヴゴロドを出立した部隊は遅れを取り、イヴァン3世はベズズーブチェヴに対して義勇兵をカザンに派遣するよう命令した。義勇兵はハン国の領域を荒らし回る必要があったが、カザンに接近することはなかった。けれども、この時、ニジニ・ノヴゴロドにいたほとんど全ての戦士が義勇兵であった。彼等は部隊として結集してイヴァン・ルノを軍司令官に選出して遠征に出た。命令があったにも係わらず、義勇軍は直接カザンに向い、モスクワの船団は3日間かけて5月21日の黎明に辿り着いた。攻撃は突然であった。ロシア軍は多くの捕虜を解放し、戦利品の獲得と城塞外を焼き払うことに成功し、その後、東のコロヴニッチに撤退して主力軍を待った。8日目に義勇軍のもとにロシア人捕虜がやって来て、タタール軍が義勇軍を攻撃するために大規模な戦力を整えていると通告した。ロシア人は戦闘の準備をして、全軍が軍司令官の指示を遵守していないにも係わらず、タタール軍を撃退することが出来た。戦闘後、義勇軍は川上に位置しているイルホフ島へ渡った。義勇軍の状況は危険であり、軍司令官ベズズーブチェヴは部隊とともにイヴァン・ルノのところに急いで救援に向かったが、合流した戦力は十分なものではなかった。両軍はカマ川から北方軍を待ち、ヴャトカの市民に自分達のところに兵力を送るよう手紙を送ったが、程なくして兵糧が尽き、他の部隊から何の知らせもなくて撤退を開始した。退却時にロシア軍は、モスクワから船でやって来たハンの妃、イブラヒムの母並びにカシムと会い、彼女達は和平が結ばれたことを述べた。情報は嘘であった。7月23日の月曜日、ロシア軍は聖体礼儀を執り行うためにズヴェネチェ島に滞在していたが、この時、川と岸辺からタタール軍によって襲撃された。ロシア軍は交戦しつつニジニ・ノヴゴロドに退却することを余儀なくされた。
ダニール・ヴァシリエヴィチ・ヤロスラフスク公率いる北方軍は、この時、未だカマ川にいて進軍が遅れていた。北方軍は期待していたヴャトカの援軍を得ておらず、それ故、同軍は総勢約1000人程であった。その上、ヴャトカにてタタール軍の代表団はカザンにおけるロシア軍部隊の構成並びに行動に関するあらゆる情報を告げた。道中、ロシア軍は和平に関する偽情報を受け取り、それが警戒心を鈍らせた。1469年7月4日、ヴォルガのカマ川の河口にて勢力が優勢なタタール軍と邂逅した。タタール軍は、ヴォルガ川を連結した船で渡河していたロシア軍の船団の行く手を遮った。ロシア軍は突破した。激戦の中、ロシア軍は430人を失った。主な軍司令官が戦死した。ヴァシーリー・ウフトムスキーが戦闘で殊勲を立てた。年代記が物語るところによると、ウフトムスキーは「船や長棒を駆使して大いに戦った」。軍司令官の没後にウトムスキーは指揮を執り、ロシア軍部隊はニジニ・ノヴゴロドまで突破した。同都市に到着すると戦士達は2度に渡って褒賞金を授けられ、その後、部隊はチェートベルチの小麦、муки、300プードの油、300個の玉葱、6000本の矢、300枚の羊の毛皮、300枚の外国のラシャで作った上着並びに300枚の上衣を授けられた。
9月1日にロシア軍は再度、カザンに接近した。同軍はイヴァン3世の弟達であるユーリーとアンドレイが指揮を執っていた。カザンは包囲され、城外から打って出たタタール軍は撃退された。程なくしてロシア軍はカザン都市民の水路を断った。タタール人達は交渉に踏み切った。「大公の要求に応じて」和平が結ばれた。和平の中に含まれているこの要求については分かっておらず、唯一、ロシア人捕虜並びに奴隷が引き渡されたことが知られているのみである。
締結された和平の多くは大オルダによる襲撃からの脅威、並びに目前に差し控えたノヴゴロド共和国との戦いのため、枷を解くための必要性に関連した物であった。

## 意義
1467年から1469年にかけてのロシア・カザン戦争の内容は以前の戦争よりも年代記並びに文書によって完全に解明されている。現に年代記に官庁の文書の原本が見受けられる。このことは多くの点において軍隊の指揮についての内容の修正と関連している。イヴァン3世は軍隊の先頭には立たないで戦場から100Kmの地点に陣取って命令や指令を出す軍司令官として指揮を執っている。予め軍事活動を設計し、遠距離において互いに部隊の行動を調整する試みに着手する。けれども当時、軍務には古くからの特徴があった。命令に違反する独断専行が存在しており、幾つかの部隊の活動は、政府軍の遠征よりもむしろウシュクイニキの遠征を思い起こさせる。ロシア軍の指揮の重要な特徴は、如何なる困難並びに失敗にも係わらず、自らの目的を達する時の凄まじい粘り強さにある。
戦争はロシアとカザンとの関係において根本的な変化を明確にした。これは長きに渡る、ロシアの最初の大きな外交上の成功であった。年代記からは、カザン都市民の敵対的活動に関する情報が9年間分見受けられなかった。